# 왕경 (전한)
왕경(王卿, ? ~ 기원전 98년) 또는 왕연년(王延年)은 전한 중기의 관료로, 낭야군 사람이다.

## 행적
천한 원년(기원전 100년), 제남태수에서 어사대부로 승진하였으나, 2년 후 죄를 지어 스스로 목숨을 끊었다.

## 출전
- 사마천, 《사기》
  - 권22 한흥이래장상명신연표
- 반고, 《한서》
  - 권6 무제기
  - 권19하 백관공경표 下